# Megalodicopia
Megalodicopia Oka, 1918 è un genere di ascidie  della famiglia Octacnemidae.

## Tassonomia
Comprende le seguenti specie:
- Megalodicopia hians Oka, 1918
- Megalodicopia rineharti (C.Monniot & F.Monniot, 1989)